# タチアナ・ロマノワ
タチアナ・ロマノワ（Tatiana Romanova、1994年9月9日 - ）は、ロシアの女子バレーボール選手。ポジションはセッター。ロシア代表。

## 来歴
オレンブルク出身。2011年にディナモ・カザンへ加入し、プロとしてのキャリアをスタートさせる。2013年にチェコで開催されたジュニア世界選手権に出場した。2017年にシニア代表に初選出され、同年のエリツィン杯、ワールドグランプリなどに出場した。2018年のネーションズリーグでは正セッターに抜擢され、15試合に出場した。2019年のワールドカップで銅メダル獲得した。

## 球歴
- 世界選手権 - 2018年
- ワールドカップ - 2019年
- ワールドグランプリ - 2017年
- ネーションズリーグ - 2018年、2019年

## 所属クラブ
- ディナモ・カザン（2010-2015年）
- ザレチエ・オジンツォボ（2015-2017年）
- ウラロチカ・エカテリンブルク（2017-2020年）
- ディナモ・モスクワ（2020-2023年）
- エニセイ・クラスノヤルスク（2023-2024年）
- ロコモティブ・カリーニングラード（2024年-）